# Bez Prądu
Bez Prądu — концертный альбом польской роковой группы Republika, записанный во время акустического концерта в городе Лодзь в 1993 году.

## Список композиций
1. Nieustanne tango — 5:08
2. Śmierć w bikini — 5:04
3. Tobie wybaczam (Misja) — 6:14
4. Obcy astronom — 6:55
5. Mówili o mnie (Kayah) — 6:14
6. Biała flaga — 4:51
7. My lunatycy — 6:57
8. Nie pytaj o Polskę — 5:21
9. Prąd — 5:38
10. Sexy doll — 4:26

Grzegorz Ciechowski — слова и музыка.
Zbigniew Krzywański и Grzegorz Ciechowski — музыка «Obcy astronom».
Kayah — слова и музыка «Mówili o mnie».

## Участники концерта
- Гжегож Цеховский (пол. Grzegorz Ciechowski) — вокал, фортепиано, флейта
- Збигнев Кживаньский (пол. Zbigniew Krzywański) — гитара, вокал
- Лешек Бёлик (пол. Leszek Biolik) — бас-гитара, вокал
- Славомир Цесельский (пол. Sławomir Ciesielski) — барабаны, вокал
- Kayah — вокал
- Яцек Родзевич (пол. Jacek Rodziewicz) — саксофон
- И другие…